# Лунка-де-Жос (Харгіта)
Лунка-де-Жос (рум. Lunca de Jos) — село у повіті Харгіта в Румунії. Адміністративний центр комуни Лунка-де-Жос.
Село розташоване на відстані 236 км на північ від Бухареста, 25 км на північний схід від М'єркуря-Чука, 139 км на південний захід від Ясс, 104 км на північ від Брашова.

## Населення
За даними перепису населення 2002 року у селі проживали 1108 осіб.
Національний склад населення села:
| Національність            | Кількість осіб | Відсоток |
| ------------------------- | -------------- | -------- |
| угорці                    | 1076           | 97,1%    |
| румуни                    | 22             | 2,0%     |
| не вказали національність | 9              | 0,8%     |

Рідною мовою назвали:
| Мова      | Кількість осіб | Відсоток |
| --------- | -------------- | -------- |
| угорська  | 1084           | 97,8%    |
| румунська | 24             | 2,2%     |